# Acalypha manniana
Acalypha manniana är en törelväxtart som beskrevs av Johannes Müller Argoviensis. Acalypha manniana ingår i släktet akalyfor, och familjen törelväxter. Inga underarter finns listade i Catalogue of Life.